# Тяу Сенг
Тяу Сенг (кхмер. ចៅ សេង; 15 марта 1929, Читон, Анзянг — 1977, Пномпень) — камбоджийский революционер, государственный и политический деятель левого толка. 
Госсекретарь по делам национального образования (1958), вице-президент Национального собрания (1959), госсекретарь по делам национального образования, изящных искусств, спорта и молодежи (1959), министр информации (1960—1962), госсекретарь и министр сельского хозяйства (1962—1964), министр образования (1967).
Член политбюро ЦК Национального единого фронта Камбоджи. Министр по особым поручениям правительства национального единства (1970—1975).

## Биография
Родился 15 марта 1929 года в коммуне Читон, провинция Тяудок, Кохинхина (ныне вьетнамская провинция Анзянг). По происхождению — кхмер-кром. Его двоюродным братом был Чау Сен Коксал Чхум. Получил образование во Франции, там же вступил в коммунистическое движение. 
По возвращении в Камбоджу стал личным секретарем Нородома Сианука. 13 апреля 1957 Чау Сенг, Ху Юн и Ху Ним вступили в Сангкум. В том же году Чау Сенг был избран депутатом Национального собрания. После этого он был назначен сначала замсекретаря, а затем государственным секретарем по вопросам образования. В 1967 году стал ректором Буддийского университета.
Вернулся в Камбоджу в декабре 1975 года. В 1977 году Чау Сенг арестован, подвергнут пыткам и впоследствии казнен в тюрьме S-21.

## Личная жизнь
Был женат на француженке, с которой познакомился во время учебы в Монпелье, ее отец был членом Политбюро Французской коммунистической партии.